# Svarttjärnen (Bodums socken, Ångermanland, 709100-150768)
Svarttjärnen är en sjö i Strömsunds kommun i Ångermanland och ingår i Ångermanälvens huvudavrinningsområde. Sjön har en area på 0,0591 kvadratkilometer och ligger 322 meter över havet.

## Delavrinningsområde
Svarttjärnen ingår i det delavrinningsområde (709162-150883) som SMHI kallar för Mynnar i Nagasjön. Medelhöjden är 338 meter över havet och ytan är 13,41 kvadratkilometer. Det finns inga avrinningsområden uppströms utan avrinningsområdet är högsta punkten. Räbbvattenbäcken som avvattnar avrinningsområdet har biflödesordning 4, vilket innebär att vattnet flödar genom totalt 4 vattendrag innan det når havet efter 171 kilometer. Avrinningsområdet består mestadels av skog (85 procent). Avrinningsområdet har 0,53 kvadratkilometer vattenytor vilket ger det en sjöprocent på 4 procent.